# Chiesa dei Santi Marco e Lucia
La chiesa dei Santi Marco e Lucia è una chiesa di Ponsacco, in provincia di Pisa.

## Storia e descrizione
La moderna chiesa, edificata nel 1945, conserva all'interno gli affreschi del pittore sanminiatese Dilvo Lotti raffiguranti i due santi titolari, patroni della zona, oltre alle stazioni della "Via Crucis".